# Les Salelles, Ardèche
Les Salelles är en kommun i departementet Ardèche i regionen Auvergne-Rhône-Alpes i sydöstra Frankrike. Kommunen ligger  i kantonen Les Vans som ligger i arrondissementet Largentière. År 2022 hade Les Salelles 406 invånare.

## Befolkningsutveckling
Antalet invånare i kommunen Les Salelles
Referens: INSEE